# Brian Thompson
Brian Earl Thompson (ur. 28 sierpnia 1959 w Ellensburgu) – amerykański aktor, reżyser, scenarzysta i producent filmowy.
Często obsadzany w filmach akcji, w dużej mierze ze względu na swój duży wzrost (195,5 cm), atletyczną budowę ciała i charakterystyczne rysy twarzy. 

## Życiorys

### Wczesne lata
Urodził się w Ellensburgu w stanie Waszyngton jako drugi z sześciorga dzieci pary nauczycielskiej Lois i Berta Thompsonów. Dorastał w Longview, gdzie ukończył Mark Morris High School, brał udział w pływaniu i grał w drużynach piłkarskich. W ostatniej klasie liceum wystąpił w roli rosyjskiego instruktora baletu Borysa Kolenchowa w szkolnej inscenizacji You Can’t Take It with You. W 1977 podjął studia na wydziale zarządzanie firmą na Central Washington University w Ellensburg. Następnie przeniósł się do Kalifornii i uzyskał tytuł magistra sztuki na University of California, Irvine.

### Kariera
Początkowo kształcił się i rozpoczął karierę w teatrze muzycznym, występując w musicalu Oscara Hammersteina II Król i ja na scenie Riverside Civil Light Opera’s, widowisku Bittersweet w Long Beach Civic Light Opera, a także kilka innych spektaklach – Oliver!, Sweeney Todd i Pippin. W 1982 brał udział w Colorado Shakespeare Festival. W 1984 grał w przedstawieniu Hobson’s Choice w Intiman Theatre Company w Seattle, a w 1987 wystąpił jako Van Der Vane w inscenizacji Red Square w Seattle Repertory Theatre w Seattle.
Swój ekranowy debiut zanotował jako bukmacher w dramacie australijskim Książę i wielkie wyścigi (Bush Christmas, 1983) z Nicole Kidman. Pojawił się w sekwencji początkowej filmu fantastycznonaukowym Jamesa Camerona Terminator (The Terminator, 1984) jako punk, który zostaje zabity przez tytułowego mordercę z przyszłości (Arnold Schwarzenegger). Jego najbardziej znaczącą rolą była postać „Nocnego Rzeźnika”, tajemniczego przywódcy kultu seryjnych morderców w sensacyjnym dreszczowcu kryminalnym Kobra (Cobra, 1986) z Sylvestrem Stallone i Brigitte Nielsen, za którą jednak zdobył dwie nominacje do Złotej Maliny dla „najgorszego nowego gwiazdora” i „najgorszego aktora drugoplanowego”. W tym samym roku, Thompson zagrał rolę wstrętnego Niemca u boku Chevy’ego Chase’a i Steve’a Martina w komedii Johna Landisa Trzej Amigos (¡Three Amigos!, 1986). Pojawiał się następnie jako Nicholas Remy, potężny i wrogi wilkołak, w serialu grozy stacji FOX Werewolf (1987–1988).
Wystąpił w głównej roli w filmie akcji Freda Olena Raya Oddział Commando (Commando Squad, 1987), gdzie wcielił się w Clinta Jensena, amerykańskiego komandosa schwytanego i torturowanego przez meksykańskich przemytników narkotykowych. W kolejnym sensacyjnym dziele klasy „B”, Hired to Kill (1990), zagrał Franka Ryana, najemnika, który pod fałszywą tożsamością fotografa-geja ma za zadanie uwolnić przywódcę rebeliantów z pilnie strzeżonego więzienia. Pojawił się także w komediach romantycznych: Mela Brooksa Smród życia (Life Stinks, 1991) z Lesley Ann Warren i Joe Dirt (2001) jako Buffalo Bob z Christopherem Walkenem.
Na małym ekranie wystąpił między innymi w serialach: ABC Na wariackich papierach (Moonlighting, 1985), NBC Nieustraszony (Knight Rider, 1985), operze mydlanej CBS Falcon Crest (1987), CBS Star Trek: Następne pokolenie (Star Trek: The Next Generation, 1989) oraz telefilmie fantasy Hallmark/NBC Jazon i Argonauci (Jason and the Argonauts, 2000) z Jasonem Londonem jako muskularny siłacz Herkules.
W 2000 powrócił na scenę Avenue Theatre w Denver w Picasso at the Lapin Agile jako Freddy.
Za rolę Jimmy’ego Kimbella w filmie familijnym Legenda Tillamooka (The Tillamook Treasure, 2006) był nominowany do nagrody dla najlepszego aktora na Festiwalu Filmowym Mid-Valley w Salem w stanie Oregon.
Grywał w niszowych produkcjach, głównie kinie akcji. Zagrał głównego bohatera Vardella Duseldorfera w komedii sensacyjnej The Extendables (2014), do której samodzielnie napisał scenariusz, był jej producentem i wyreżyserował.

## Życie prywatne
Był żonaty z Isabelle Mastoraki, wiceprezesem firmy Omega Entertainment. Mają dwoje dzieci – syna Jordana i córkę Daphne. Zamieszkał wraz z rodziną w Los Angeles. W 1998 ożenił się z Shari Braun.

## Filmografia

### Filmy
- 1983: Książę i wielkie wyścigi (Bush Christmas) jako bukmacher
- 1984: Terminator (The Terminator) jako jeden z punków
- 1986: Trzej Amigos (¡Three Amigos!) jako Niemiec
- 1986: Kobra (Cobra) jako Nocny Rzeźnik
- 1987: You Talkin' to Me? jako James
- 1987: Oddział Commando (Commando Squad) jako Clint Jensen
- 1987: Zdążyć na czas (Catch the Heat) jako Danny Boy
- 1988: Postrach nocy 2 (Fright Night II) jako Bozworth
- 1988: Obcy przybysze (Alien Nation) jako Trent Porter
- 1988: Cudowna mila (Miracle Mile) jako trójboista siłowy
- 1988: Pass the Ammo jako Kenny Hamilton
- 1988: Reach jako Blacksmith
- 1989: Trójka uciekinierów (Three Fugitives) jako bandyta
- 1990: Lwie serce (Lionheart) jako Russell
- 1990: Hired to Kill jako Frank Ryan
- 1990: Księżyc 44 (Moon 44) jako Jake O’Neal
- 1990: Mroczne życzenia (Nightwish) jako Dean
- 1991: W chłodzie nocy (In the Cold of the Night) jako Phil
- 1991: Smród życia (Life Stinks) jako Mean Victor
- 1991: Ted i Wenus (Ted and Venus) jako Herb
- 1992: Doktor Mordrid (Doctor Mordrid) jako Kabal
- 1992: Wściekłość i sprawiedliwość (Rage and Honor) jako Conrad Drago
- 1993: The Naked Truth jako Bruno
- 1994: Star Trek VII: Pokolenia (Star Trek: Generations) jako Klingon Helm
- 1996: Ostatni smok (Dragonheart) jako Brok
- 1997: Mortal Kombat 2: Unicestwienie (Mortal Kombat: Annihilation) jako Shao Kahn
- 1997: Właściwy cel (Perfect Target) jako major Oxnard
- 2000: If Tomorrow Comes
- 2001: Zakon (The Order) jako Cyrus Jacob
- 2001: Joe Dirt jako Buffalo Bob
- 2006: Odnaleźć swój skarb (The Tillamook Treasure) jako Jimmy Kimbell
- 2007: Ostatni ze sprawiedliwych (El último justo) jako Shein
- 2007: Flight of the Living Dead: Outbreak on a Plane jako Kevin
- 2007: Pięść wojownika (Lesser of Three Evils) jako Max
- 2009: Dragonquest jako Kirill
- 2010: Action Hero jako Vardell Duseldorfer
- 2010: Whatdogsee jako zastraszany chłopak
- 2010: Dawn of Darkness – głos
- 2011: Dark Games jako detektyw Joe Grimes
- 2011: The Arcadian jako Agmundr
- 2014: The Extendables jako Vardell Duseldorfer

### Filmy TV
- 1984: Fatal Vision jako porucznik Harrison
- 1988: Something Is Out There jako Eddie Ringeman
- 1990: Pod gruzami (After the Shock) jako Tom
- 1991: The Owl jako barman
- 1997: Bouncers jako Victor
- 1997: The Guardian jako Chester Calvado
- 2000: Jazon i Argonauci (Jason and the Argonauts) jako Herkules
- 2003: Monolit 2 − Ewolucja (Epoch: Evolution) jako Tower
- 2011: Love's Christmas Journey jako Cass

### Seriale TV
- 1985: Nieustraszony (Knight Rider) jako Kurt
- 1985: Na wariackich papierach (Moonlighting) jako człowiek Simona − Alistair
- 1985: Uliczny jastrząb (Street Hawk) jako punk
- 1985: Our Family Honor
- 1985: Otherworld jako D.I. #2
- 1985: George Burns Comedy Week
- 1987: Falcon Crest jako Hopkins
- 1987–1988: Werewolf jako Nicholas Remy
- 1988: Ulubiony syn (Favorite Son) jako Peterson
- 1988: Something Is Out There jako Eddie Ringeman
- 1989: Star Trek: Następne pokolenie (Star Trek: The Next Generation) jako drugi oficer Klag
- 1990: Alien Nation jako Peter Rabitt
- 1991: Superboy jako Golem
- 1992: Renegat (Renegade) jako Otto w przebraniu Reno
- 1993: Strażnik Teksasu (Walker, Texas Ranger) jako Leo Cale
- 1993: Key West jako szeryf Cody Jeremiah Johnson
- 1993: Star Trek: Deep Space Nine jako Inglatu
- 1995: Herkules (Hercules: The Legendary Journeys) jako Goth, barbarzyńca
- 1995–2000: Z Archiwum X (The X Files) jako Łowca Obcych
- 1996: Więzy krwi (Kindred: The Embraced) jako Eddie Fiori
- 1996: Dziewczyna z komputera (Weird Science) jako Blitzkriegar
- 1996: Star Trek: Deep Space Nine jako Toman'torax
- 1997: Buffy: Postrach wampirów (Buffy the Vampire Slayer) jako Luke
- 1998: Nowojorscy gliniarze (NYPD Blue) jako Todd
- 1998: Buffy: Postrach wampirów (Buffy the Vampire Slayer) jako sędzia
- 1998: Misja w czasie (Seven Days) jako kapitan Curry
- 1999: Słoneczny patrol (Baywatch) jako Porter
- 1999: Krucjata (Crusade) jako Robert Black
- 1999: Najemnicy (Soldier of Fortune, Inc.) jako Keene
- 2000: V.I.P. jako Thomas Binford Shaklee
- 2000: Czarodziejki (Charmed) jako Wojna
- 2002: Ptaki nocy (Birds of Prey) jako Crawler
- 2003: Czarodziejki (Charmed) jako Kronos
- 2003: Karen Sisco jako współtowarzysz McLeoda w celi
- 2004: Agenci NCIS (Navy NCIS: Naval Criminal Investigative Service) jako starszy bosman sztabowy Vince Nutter
- 2005: Star Trek: Enterprise (Enterprise) jako admirał Valdore
- 2009: Chuck jako Cliff
- 2009: Emissary
- 2012: Californication jako pan Scary
- 2014: Hawaii Five-0 jako detektyw Nicholas Cruz